# 429033 Günterwendt
429033 Günterwendt è un asteroide della fascia principale. Scoperto nel 2009, presenta un'orbita caratterizzata da un semiasse maggiore pari a 3,1502323 UA e da un'eccentricità di 0,1794469, inclinata di 9,53074° rispetto all'eclittica.